# Operace Widgeon
Operace Widgeon, probíhající ve dnech 23. až 24. března roku 1945 byla spolu s operacemi Turnscrew , Torchlight, Flashpoint a Varsity součástí operace Plunder, v rámci které překročila 21. armádní skupina s americkým XVIII. výsadkovým sborem pod velením polního maršála Sira Bernarda Montgomeryho Rýn v severozápadním Německu u měst Rees, Wesel a Dinslaken. Záměrem spojenců bylo po vybudování předmostí za Rýnem obsadit průmyslovou oblast Porúří, poslední německou významnou výrobní oblast, ležící jižně od místa přechodu. Zabránit jim v tom měl generál výsadkových sil Alfred Schlemm se svojí 1. výsadkovou armádou, jejíž jádro bylo zničeno v únoru na západním břehu Rýna v bitvě o Porýní. V rámci samotné operace Widgeon měla 1. Commando brigáda překročit Rýn u Weselu, obsadit jej a udržet až do příchodu spojeneckých výsadkářů.

## Plány
Wesel a jeho okolí bylo kvůli silniční síti důležitým komunikačním centrem a opěrným bodem v rámci obrany Rýna. Útok na město měly vykonat jednotky 1. Commando brigády, kterou vedl plukovník Mills Roberts, a to konkrétně 3. Commando, 6. Commando, 45. Royal Marine Commando a 46. Royal Marine Commando. Jejich úkolem bylo Wesel obsadit a udržet až do příchodu vojáků americké 17. výsadkové divize, která spolu s britskou 6. výsadkovou divizí seskočila 24. března v rámci operace Varsity severně od města. Wesel bránily jednotky německé 180. pěší divize, které velel  generálmajor Bernhard Kloesterkemper. Ze západního břehu Rýna vedl do města viadukt a silniční most, obě stavby však byly před příchodem spojenců strženy do vody.

## Bitva

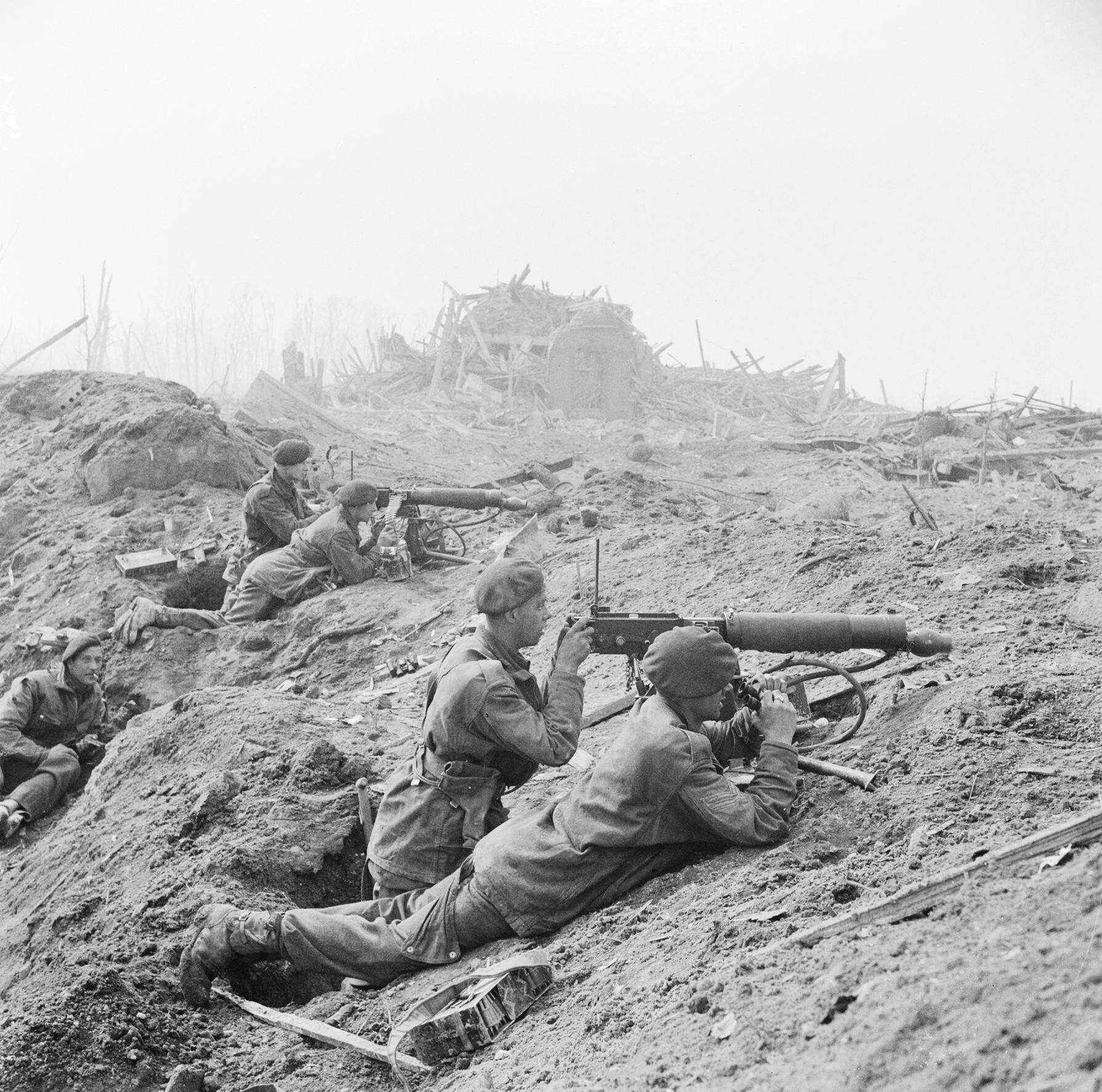
Commandos v ruinách Weselu

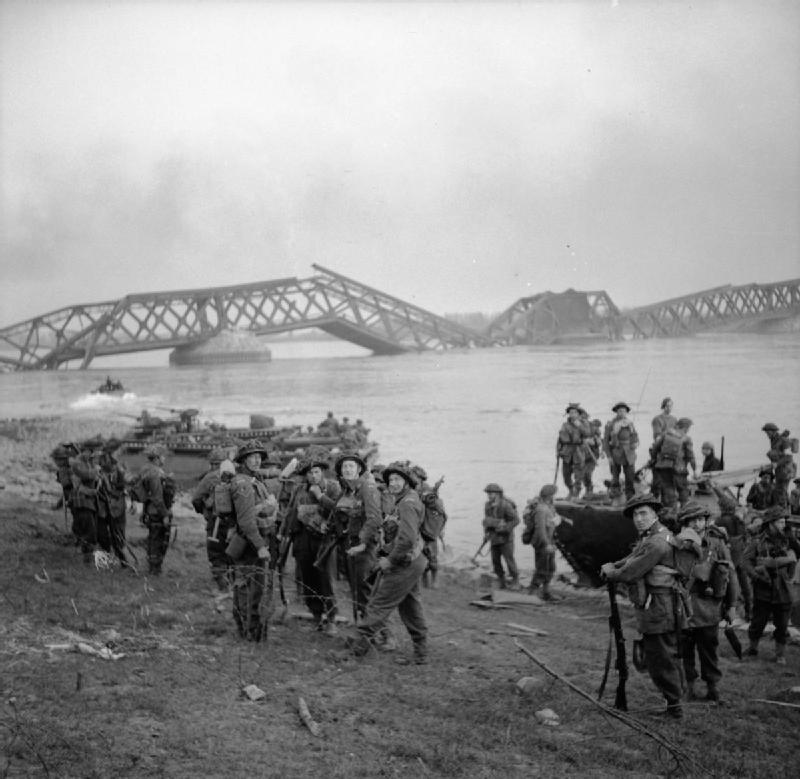
Vojáci Cheshirského regimentu se 24. března 1945 vyloďují u Weselu, aby pomohli Commandos s čištěním částí města

23. března v 17:30 hodin byl na Wesel proveden nálet těžkých bombardérů a poté začala dělostřelecká příprava podél celého břehu, na který cílila operace Plunder. V 21:30 se muži 46. Royal Marine Commanda spolu s taktickým velitelstvím 1. Commando brigády nalodili na obojživelná plavidla Buffalo americké 79. obrněné divize v bezpečí dál od břehu řeky a poté se pod ochranou pancíře přesunuly k řece. V tutéž chvíli nasedli muži 6. Commanda dále proti proudu na pomalé a neohrabané útočné čluny a vyjeli na řeku. Jejich hlasité motory měly odlákat pozornost nepřítele. Ve 22:00 vyjely na řeku i Buffala s 46. Royal Marine Commandem a během 3 až 4 minut překonaly řeku.
Síly 1. Commando brigády se podle plánu vylodily na Grav Insel, říčním poloostrově částečně odděleném od pevniny říční zátokou, 4 kilometry severozápadně od Weselu. Těsně před přistáním bylo jedno obojživelné vozidlo zasaženo a zachváceno plameny. Během chvíle vedoucí síly 46. Royal Marine Commanda vyčistily břeh od nepřítele, pronikly do vnitrozemí a vyčistily postavení u domů 600 metrů od řeky. Jejich postup byl tak rychlý, že se dostali do vlastní dělostřelecké palby. Přechod 6. Commanda byl o něco divočejší. Mnoho útočných člunů bylo potopeno palbou německých ručních zbraní a spoustě z nich se porouchal motor. Přes tyto potíže se většině Commandos podařilo dosáhnout shromaždiště na břehu Grav Insel, spojit se s 46. Royal Marine Commandem a poté vyrazili na východ směrem na Wesel. Po cestě museli projít minovým polem. Mezitím se Buffala vrátila zpátky na západní břeh a začala přes řeku převážet muže 3. Commanda a 45. Royal Marine Commanda. Na Grav Insel byla přivolána německá dělostřelecká palba. Ve 22:30, když byli vedoucí Commandos jen 1 kilometr od Weselu, svrhlo 250 bombardérů Lancaster během 15 minut na město 1100 tun vysoce explozivních pum. Wesel byl po dělostřelecké přípravě a dvou náletech srovnán se zemí. Přeživší němečtí obránci, příslušníci 180. pěší divize, se nyní připravovali na britský útok. Jako první do města vstoupili 6. Commandos a vyčistili cestu pro zbytek brigády. Bojovalo se o téměř všechny ulice a během hodiny dorazily části brigády do středu města. Část německých sil byla nyní uvězněna v jižní části města mezi Rýnem a 3. Commandos, 6. Commandos a 46. RM Commandos, kteří se rozmístili na severozápadě. 45. RM Commandos obsadili továrnu na dráty a zaujali obranné pozice na severním okraji města v očekávání německého protiútoku. Ten na sebe nenechal dlouho čekat. Pěchotní generál Erich Straube, velitel LXXXVI. sboru, povolal zálohy, včetně několika obrněnců, nacházející se severně od města. Během noci byly všechny protiútoky za pomoci dělostřelectva pálícího přes řeku odraženy. Za úsvitu 24. března se u města vylodili muži Cheshirského regimentu a pomohli Commandos při čištění jižní části města. Kolem poledne se hlídka 3. Commanda severně od města setkala s příslušníky americké 17. výsadkové divize. Tím byl hlavní cíl operace splněn. Jižní část města byla vyčištěna od večera 25. března.

## Závěr
Celkového úspěchu operace bylo dosaženo díky velice rychlému postupu elitních Commandos. Německé pozice před městem byly většinou převálcovány ještě dřív, než si jejich obránci stačili uvědomit, co se vůbec děje. Němci v ruinách města se však bránili velice statečně. Samotná 1. Commando brigáda ztratila méně než 100 mužů (padlí, ranění, pohřešovaní), přičemž zajala přes 850 zajatců.